# Полєщук Катерина Ігорівна
Катерина Ігорівна Полєщук (рос. Екатерина Игоревна Полещук; нар. 24 березня 1994, Гулькевичі, Гулькевицький район, Краснодарський край) — російська борчиня вільного стилю, бронзова призерка чемпіонату світу, володарка Кубку світу. Майстер спорту з вільної боротьби.

## Життєпис
Почала займатися боротьбою під керівництвом Володимира Динькова. У 2011 році стала чемпіонкою Європи серед кадетів. У 2017 році здобула бронзову медаль чемпіонату світу серед молоді.
Виступає за спортивне товариство Міністерства освіти і науки. Тренери — Руслан Пайнов, Максим Ламешин.
Бронзова призерка чемпіонатів Росії (2016 2017).
Мешкає в Гулькевичах.

## Спортивні результати на міжнародних змаганнях

### Виступи на Чемпіонатах світу
| Змагання                        | Збірна | Вагова категорія          | Місце  |
| ------------------------------- | ------ | ------------------------- | ------ |
| Чемпіонат світу з боротьби 2019 | Росія  | жіноча боротьба, до 50 кг | Бронза |

### Виступи на Кубках світу
| Змагання                    | Збірна | Вагова категорія          | Місце  |
| --------------------------- | ------ | ------------------------- | ------ |
| Кубок світу з боротьби 2020 | Росія  | жіноча боротьба, до 50 кг | Золото |

### Виступи на інших змаганнях
| Змагання                                     | Збірна | Вагова категорія          | Місце  |
| -------------------------------------------- | ------ | ------------------------- | ------ |
| Київський Міжнародний турнір з боротьби 2013 | Росія  | жіноча боротьба, до 48 кг | 10     |
| Гран-прі Німеччини з боротьби 2013           | Росія  | жіноча боротьба, до 48 кг | 5      |
| Турнір Олександра Медведя 2014               | Росія  | жіноча боротьба, до 48 кг | Бронза |
| Гран-прі «Іван Яригін» 2015                  | Росія  | жіноча боротьба, до 48 кг | 11     |
| Гран-прі «Іван Яригін» 2016                  | Росія  | жіноча боротьба, до 53 кг | 7      |
| Турнір міста Сассарі 2016                    | Росія  | жіноча боротьба, до 53 кг | Срібло |
| Чемпіонат Росії з боротьби 2016              | Росія  | жіноча боротьба, до 53 кг | Бронза |
| Кубок Алроси 2016                            | Росія  | команда                   | Золото |
| Гран-прі «Іван Яригін» 2017                  | Росія  | жіноча боротьба, до 53 кг | Бронза |
| Klippan Lady Open 2017                       | Росія  | жіноча боротьба, до 53 кг | 14     |
| Відкритий чемпіонат Монголії з боротьби 2017 | Росія  | жіноча боротьба, до 53 кг | Бронза |
| Чемпіонат Росії з боротьби 2017              | Росія  | жіноча боротьба, до 53 кг | Бронза |
| Гран-прі Іспанії з боротьби 2017             | Росія  | жіноча боротьба, до 53 кг | Бронза |
| Турнір Олександра Медведя 2017               | Росія  | жіноча боротьба, до 53 кг | Золото |
| Кубок Алроси 2017                            | Росія  | команда                   | Золото |
| Гран-прі «Іван Яригін» 2018                  | Росія  | жіноча боротьба, до 53 кг | Бронза |
| Klippan Lady Open 2018                       | Росія  | жіноча боротьба, до 53 кг | 7      |
| Турнір Дана Колова — Николи Петрова 2018     | Росія  | жіноча боротьба, до 53 кг | Срібло |
| Відкритий чемпіонат Монголії з боротьби 2018 | Росія  | жіноча боротьба, до 53 кг | Срібло |
| Відкритий чемпіонат Китаю з боротьби 2018    | Росія  | жіноча боротьба, до 53 кг | Срібло |
| Гран-прі Іспанії з боротьби 2018             | Росія  | жіноча боротьба, до 53 кг | Бронза |
| Відкритий чемпіонат Польщі з боротьби 2018   | Росія  | жіноча боротьба, до 53 кг | 7      |
| Гран-прі «Іван Яригін» 2019                  | Росія  | жіноча боротьба, до 53 кг | 5      |
| Klippan Lady Open 2019                       | Росія  | жіноча боротьба, до 53 кг | Бронза |
| Чемпіонат Росії з боротьби 2019              | Росія  | жіноча боротьба, до 53 кг | Срібло |
| Турнір міста Сассарі з боротьби 2019         | Росія  | жіноча боротьба, до 53 кг | Золото |
| Турнір Яшара Догу 2019                       | Росія  | жіноча боротьба, до 53 кг | Срібло |
| Відкритий чемпіонат Польщі з боротьби 2019   | Росія  | жіноча боротьба, до 53 кг | 5      |
| Чемпіонат Росії з боротьби 2020              | Росія  | жіноча боротьба, до 53 кг | Срібло |
| Відкритий чемпіонат Польщі з боротьби 2020   | Росія  | жіноча боротьба, до 50 кг | Золото |

### Виступи на змаганнях молодших вікових груп
| Змагання                                       | Збірна | Вагова категорія          | Місце  |
| ---------------------------------------------- | ------ | ------------------------- | ------ |
| Чемпіонат Європи з боротьби серед кадетів 2011 | Росія  | жіноча боротьба, до 52 кг | Золото |
| Чемпіонат світу з боротьби серед кадетів 2011  | Росія  | жіноча боротьба, до 52 кг | 7      |
| Чемпіонат Європи з боротьби серед молоді 2017  | Росія  | жіноча боротьба, до 53 кг | 7      |
| Чемпіонат світу з боротьби серед молоді 2017   | Росія  | жіноча боротьба, до 53 кг | Бронза |